# 乔沟头关帝庙
35°46′18″N 119°09′28″E / 35.77167°N 119.15778°E
乔沟头关帝庙位于中国山西省新绛县泽掌镇乔沟头村南100米，乔沟头小学内。已列为运城市文物保护单位。

## 历史
乔沟头关帝庙创建于明代，现存建筑为清乾隆二十四年（1759年）重修。
乔沟头关帝庙每年正月十五举行盛大的庙会。

## 建筑
乔沟头关帝庙坐南向北。占地面积1077.5平方米。现存正殿和献殿。戏台及东配殿已毁。
大殿面阔3间，进深2间，硬山顶。献殿面阔3间，进深3间。

## 保护
1995年12月，乔沟头关帝庙公布为新绛县文物保护单位。2017年11月21日，公布为第三批运城市文物保护单位。